# Deltochilum plebejum
Deltochilum plebejum là một loài bọ cánh cứng trong họ Bọ hung (Scarabaeidae).